# Callicebus discolor
El cotoncillo colorado, tití rojo, songo songo o huicoco de cola blanca (Callicebus discolor) es un primate platirrino de la familia de los pitécidos.

## Distribución
Vive en los bosques húmedos de las cuencas norte del río Marañón, occidental del río Ucayali, río Napo y alta del río Putumayo, al norte del Perú (departamento de Loreto), al oriente de Ecuador y en el departamento del Putumayo (Colombia), al occidente de la Amazonia.

## Descripción
Su pelaje denso y largo; en la espalda y la parte superior de los brazos y las patas es de color grisáceo con pintas marrón, en contraste con el vientre, la parte inferior de los brazos y patas, los pies y manos que presentan coloraciones rojas y castañas. La cola es larga y tupida, en la base teñida de gris o marrón y el resto blanca y, no es prensil. La cabeza es pequeña y redonda, con pelo castaño sobre ella y una ceja o banda blanca sobre los ojos. El pelo es abundante en las mejillas y la garganta y de color rojizo a ocre.

## Comportamiento
Son diurnos y arborícolas. Saltando de distancia. Son territoriales y viven en grupos familiares de 2 a 7 individuos, en los suelen pasar toda su vida. Su dieta consiste principalmente de hojas y en menor medida de las frutos y otras partes de plantas tales como semillas y flores. El padre participa activamente en la crianza y entrega la cría a la madre sólo para la lactancia. 

## Taxonomía
Anteriormente se clasificaba como una subespecie de Callicebus cupreus (Callicebus cupreus discolor), que es muy similar morfología y conducta, excepto por la banda blanca en la frente, que en esta ausentes en la C. cupreus, cuya cola es gris clara o blanca grisácea, solamente con la parte final blanca.
La definición como especie diferente fue dictada por la reclasificación sobre criterios filogenéticos.